# Bandera de Irak
La bandera de Irak ha tenido cinco diseños diferentes desde su primera adopción, en 1922. Su actual versión fue adoptada oficialmente el 22 de enero de 2008 y consiste de tres bandas horizontales iguales en color rojo la superior, blanca la intermedia y negra la inferior. En el centro de la banda blanca se encuentra una inscripción en caligrafía cúfica y color verde de la frase «الّٰله اكبر (Allahu Akbar)», que significa «Alá es el más grande». A diferencia de la mayoría de las banderas nacionales, la bandera iraquí se iza con el lado derecho hacia el mástil.
Esta bandera fue establecida por el gobierno de dicho país por un periodo provisorio de un año, con el fin de encontrar una solución a la controversia generada en Irak sobre el uso de la bandera. La bandera utilizada previamente había sido instituida por Saddam Hussein, y una vez caído su gobierno tras la Guerra de Irak, diversas comunidades (como los kurdos) que habían sido brutalmente reprimidas por dicho régimen, rechazaron el uso del emblema nacional.

## Historia

### Primeras banderas
En 1920, el territorio del actual Irak se convirtió en el Mandato Británico de Mesopotamia tras la derrota del Imperio otomano en la Primera Guerra Mundial. Una bandera fue adoptada al nacer este nuevo Estado semiindependiente e, inspirada en los colores de la Rebelión Árabe, estaba compuesta por tres franjas horizontales en colores negro, blanco y verde con un trapecio rojo junto al mástil, el cual en algunas variantes podía llegar a ser un triángulo. Dentro del trapezoide, se ubicaron dos estrellas blancas de siete puntas que representaban a las catorce provincias que en ese entonces componían al país.
La bandera y sus colores estaban íntimamente asociados con los hachemitas, los líderes de la Rebelión Árabe y que se convertirían en la familia real iraquí cuando Irak adquiriera la total independencia en 1932. Los hachemitas también eran gobernantes del vecino Reino de Jordania, lo cual explica la gran similitud entre la bandera iraquí de esa época y la actual bandera jordana. En la actualidad, esta bandera es usada por algunos movimientos monarquistas dentro y fuera de Irak.
El Reino de Irak tuvo un turbulento desarrollo y solo duró desde 1932 a 1958. En 1958, el rey Faysal II fue derrocado y ejecutado por un grupo de revolucionarios liderados por Abdul Karim Qasim, el cual estableció una república. Con el fin de la monarquía, una nueva bandera fue diseñada para eliminar el simbolismo monárquico de esta y representar a las diversas naciones que componen Irak. Las bandas horizontales se convirtieron en verticales para representar al panarabismo y en la franja central blanca se integraron un sol amarillo representando a la minoría kurda y una estrella roja en homenaje a la minoría asiria.

Bandera del Reino de Irak (1921-1959)
Bandera de Irak (1959-1963)

### Bandera de la República Iraquí
Después de que Qassim fuera derrocado por el Partido Baaz en 1963, el nuevo gobierno, dirigido por el nasserista Abdul Salam Arif (bajo la influencia de lo que se convertiría en la Unión Socialista Árabe ), adoptó una versión modificada de la Bandera de Liberación Árabe como la nueva bandera de Irak el 31 de julio de 1963 (Ley 28 de 1963). Esta tricolor horizontal de bandas rojas, blancas y negras (un subconjunto de los colores panárabes, utilizados por primera vez en la Revolución egipcia de 1952 ) formó la base de la bandera de la República Árabe Unida (RAU) . Aunque la RAU se disolvió en 1961, persistieron las esperanzas de unidad árabe . Así, mientras que la bandera de la UAR tenía dos estrellas verdes en la banda blanca, que representaban a sus dos miembros ( Egipto y Siria ), la nueva bandera iraquí tenía tres estrellas, que simbolizaban la aspiración de que Irak se uniera a Egipto y Siria en una nueva unión. Compartiendo este objetivo, Siria adoptó la nueva bandera iraquí como propia más tarde ese mismo año. Esta siguió siendo la bandera de Siria hasta 1971, cuando las estrellas verdes fueron reemplazadas por el Halcón de Quraish como escudo de armas de Siria.

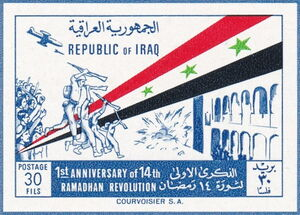
Sello postal conmemorativo de la Revolución del Ramadán, que muestra la bandera de 1963

Durante la presidencia de Saddam Hussein, la Ley de la Bandera Iraquí Nº 28 de 1963 fue reemplazada por la Ley de la Bandera Nº 33 de 1986, que no alteró la bandera pero cambió el significado de las tres estrellas, de su significado geográfico original a representaciones de los tres principios del lema del Partido Baaz : wahda, hurriyah, ishtirakiyah (unidad, libertad y socialismo).

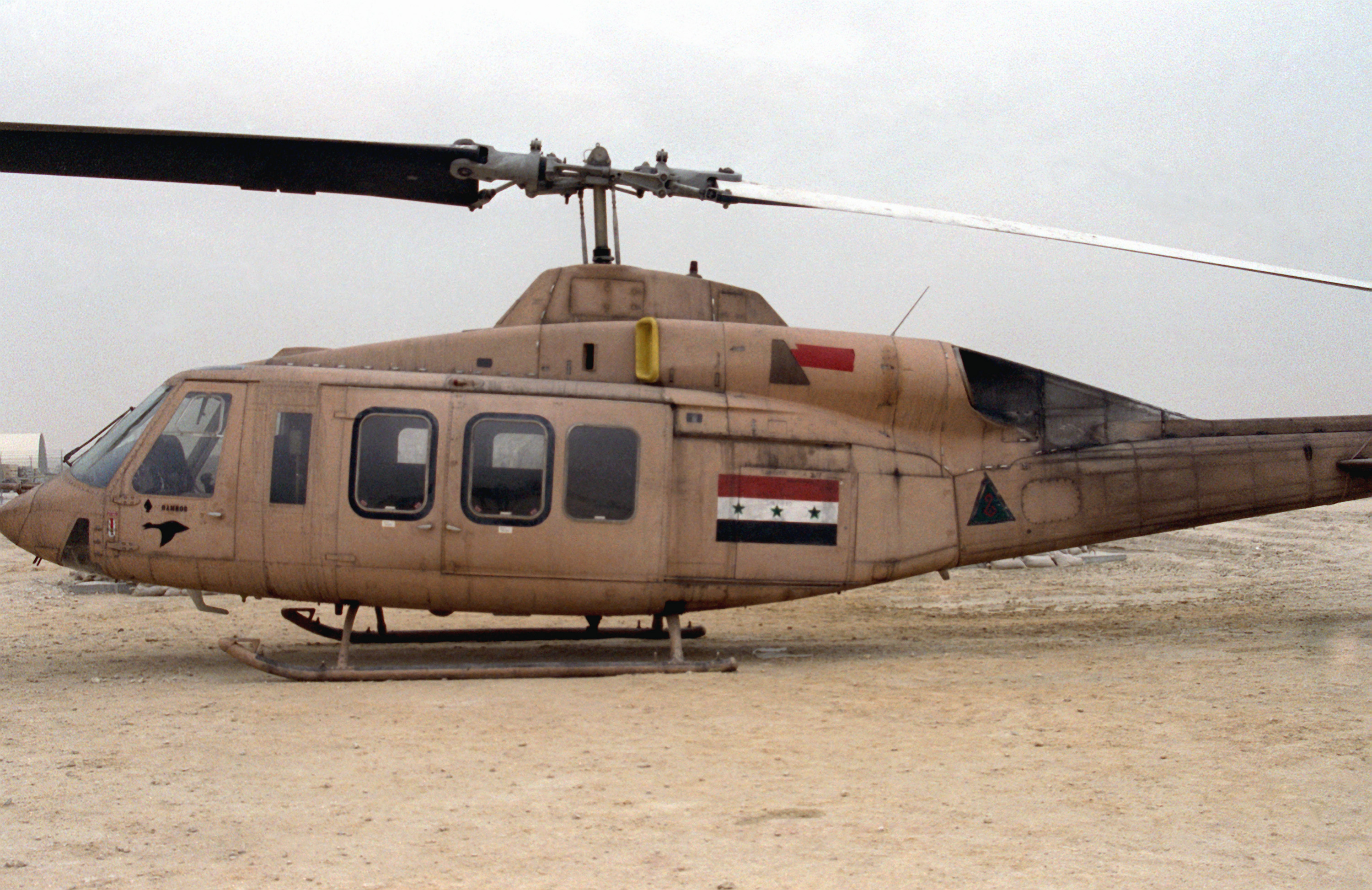
La bandera de un helicóptero Bell 214ST utilizado durante la ocupación de Kuwait (capturado en Arabia Saudita)

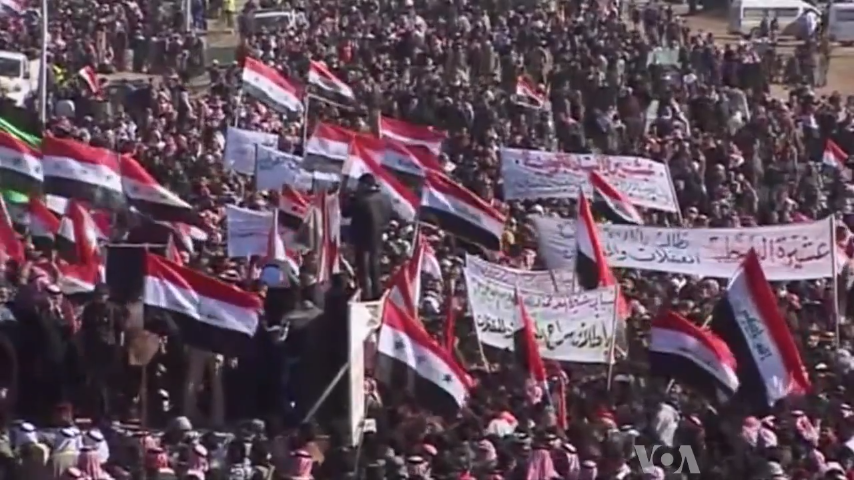
Las banderas de 1963 y 1991 ondeadas por los sunitas iraquíes, junto a la bandera de 2008 durante las protestas iraquíes de 2012

El 13 de enero de 1991, la bandera fue modificada por la Ley de la Bandera Nº 6 de 1991. Por iniciativa del presidente Saddam Hussein, se añadió el takbīr (la frase Allahu akbar, que significa "Dios es el más grande" en árabe ) en verde entre las estrellas. Se decía que la forma del takbīr era la propia letra de Saddam.  Muchos  interpretó la adición del texto sagrado islámico como un intento de obtener el apoyo durante la guerra de líderes religiosos iraquíes anteriormente proscritos, detener la falta de respeto a la bandera iraquí en el Kuwait ocupado por Irak y reforzar las credenciales islamistas del gobierno iraquí en el período inmediatamente anterior a la Guerra del Golfo . A pesar de esto, la bandera sin el takbir siguió siendo legal y se mantuvo en uso cooficial hasta 2004, más comúnmente como bandera civil o en lugares donde se necesitaba una bandera menos sensible a la religión. También fue utilizada a veces por la oposición iraquí antes de la invasión estadounidense, como el Acuerdo Nacional Iraquí, como la "verdadera bandera" de Irak, viendo el nuevo texto agregado a la bandera como un ejemplo de las tendencias autoritarias de Saddam al agregar su impronta personal a la bandera nacional, que había sido el símbolo más reconocido a nivel nacional e internacional de Irak durante décadas. Este uso contrasta con su uso posterior a 2003 como símbolo de lealtad hacia Saddam y el gobierno Baazista. La versión sin el Takbir nunca fue utilizada oficialmente por la administración estadounidense.

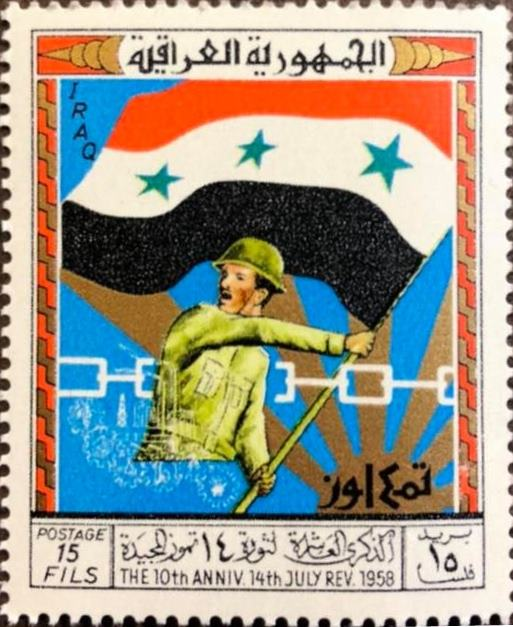
La bandera vista en un sello de propaganda (1969)

Al igual que con otras banderas inscritas con escritura árabe, el asta está a la derecha del anverso (frente) de la bandera. La hamza sobre el alif de “ Allah ” en la variante principal parece ser un error ortográfico según la gramática árabe formal, pero es un error común que se encuentra en muchos textos.  Esta bandera resurgió durante las protestas iraquíes de 2012-2013 como símbolo de la identidad sunita iraquí (principalmente entre los árabes étnicos y los turcomanos) y sigue siendo utilizada por la diáspora sunita iraquí en todo el mundo. La bandera también sigue siendo utilizada por grupos rebeldes como el Ejército Libre Iraquí, el Ejército Naqshbandi, el Frente Islámico para la Resistencia Iraquí, el Comando Supremo para la Jihad y la Liberación y el Consejo Tribal de Anbar, que a menudo alternan entre la versión original de 1963 y la versión takbir de la bandera. Las estrellas de esta bandera siguen siendo un símbolo reconocible de Irak, como se ve en el logotipo del Partido Comunista Iraquí . Debido a las asociaciones entre estos movimientos y la bandera, la bandera es comúnmente conocida o percibida retroactivamente como una bandera baazista, una bandera saddamista o una bandera sunita, a pesar de ser un símbolo inherentemente no sectario con orígenes nasseristas que tuvo un uso generalizado mucho antes del gobierno de Saddam Hussein.
La bandera también siguió utilizándose como diseño de la bandera nacional iraquí en varios conjuntos de diseños de emojis, incluido el proyecto OpenMoji y en dispositivos Huawei (ambos hasta 2024) y sigue siendo el diseño de la bandera en sitios como Steam, a pesar de no estar en uso oficial durante más de una década.

### Transición
En 2003, una coalición militar liderada por tropas estadounidenses lograría derrocar al gobierno dictatorial de Saddam Hussein en la llamada Guerra de Irak. Con el fin del gobierno baazista, uno de los objetivos de las nuevas autoridades transitorias fue eliminar los símbolos que recordaran dicha época, estando la bandera entre estos.
El 26 de abril de 2004, el Consejo de Gobierno de Irak anunció la aprobación de una nueva bandera luego de recibir más de treinta propuestas. Diseñada por un arquitecto iraquí radicado en Londres, Rifat al-Chaderchi, la bandera tenía un diseño completamente novedoso con respecto a los anteriores: una medialuna celeste sobre fondo blanco (representando al Islam y la paz) bajo el cual se cernían dos franjas horizontales de color azul (simbolizando a Mesopotamia y sus dos ríos, el Tigris y el Éufrates) separadas por una franja dorada representando al Kurdistán.
A pesar de que la nueva bandera fue diseñada con el fin de integrar a las diversas nacionalidades existentes en el país y para marcar el inicio de una nueva «era», una serie de protestas estallaron en Irak contrarias a la adopción del nuevo pabellón. La bandera fue quemada por insurgentes en Faluya un día antes de su supuesta adopción oficial, el 28 de abril. Dentro de las razones para el rechazo de la bandera se encontraban el hecho de haber sido elegida por un organismo designado por la ocupación estadounidense y que no consideró la opinión de la población, el abandono de los tradicionales colores árabes en favor de tonos azules similares a los de la bandera de Israel (el único país de todo el Medio Oriente cuya bandera posee ese color) y la falta de representatividad de otros grupos étnicos (como asirios, cristianos y turcomanos).
El rechazo a la nueva bandera obligó a la suspensión de la adopción y, posteriormente, fue desechada completamente. Una nueva bandera fue oficializada el 28 de junio de 2004 cuando asumió el Consejo de Gobierno Interino. En dicho emblema, el takbir estaba escrito con la caligrafía árabe de tipo cúfico y no con el manuscrito realizado por Saddam Hussein de la bandera, eliminando así la simbología del derrocado régimen dictatorial.
Este cambio, sin embargo, no terminó con los reclamos de que el pabellón seguía siendo un símbolo de la opresión ejercida por Hussein a diversos grupos del país. Por esas razones, el gobierno de la Región Autónoma Kurda decidió prohibir el uso de la bandera iraquí en su territorio y, en reemplazo, como símbolo nacional fue adoptada la bandera utilizada entre 1959 y 1963.
Debido a estas controversias, el gobierno de Irak decidió adoptar una nueva bandera provisional, el 28 de enero de 2008, retirando por completo las estrellas baazistas y dejando únicamente el takbir central junto a las franjas tricolores. La bandera tendría un año de duración y sería reemplazada por una nueva durante 2009 que contenga algún símbolo que represente a los pueblos minoritarios que habitan el país. Este nuevo diseño sería aceptado por el gobierno del Kurdistán, el cual permitió su uso en el territorio bajo su jurisdicción.
El 15 de julio de 2008, el gobierno iraquí anunció el concurso para seleccionar la nueva bandera nacional. Hasta fines de septiembre de 2008, el gobierno recibiría las diversas propuestas y luego elegiría tres diseños que propondría al parlamento, el cual seleccionaría al ganador a fines de ese año. Sin embargo, esto no se logró definitivamente.

Bandera propuesta por Rifat al-Chaderchi (2004)
Bandera de Irak (2004-2008)
Propuesta inicial de 2008
Segunda propuesta de 2008
Bandera desde 2008.

## Protocolo
Debido a la importancia de la Shahada en el Islam, se han establecido normas sobre el uso de la bandera. En Irak, así como Somalilandia, Afganistán y Arabia Saudita se prohíbe Izar la bandera a media asta porque lleva escrita la Shahada (que en árabe dice "No hay otro dios excepto Dios, Mahoma es el Mensajero de Dios"), y se considera una profanación. Además, si se ve a una persona bajando la bandera a media asta, se le puede acusar de profanación de la bandera.